# Hankovce (okres Bardejov)
Hankovce jsou obec na Slovensku v okrese Bardejov. Žije zde 451 obyvatel, první písemná zmínka pochází z roku 1377. Nachází se zde evangelický kostel postavený v letech 1937 až 1938 a římskokatolický kostel svatého Martina z Tours z roku 1836.